# Anthony Kiedis
Anthony Kiedis (ur. 1 listopada 1962 w Grand Rapids) – amerykański wokalista grupy funk rockowej Red Hot Chili Peppers.
W 2006 roku piosenkarz został sklasyfikowany na 53. miejscu listy 100 najlepszych wokalistów wszech czasów według Hit Parader.

## Życiorys

### Wczesne lata
Urodził się w Grand Rapids w stanie Michigan jako syn Johna Michaela Kiedisa (1939-2021) (znanego później jako Blackie Dammett) i Margaret „Peggy” Noble. Jego matka miała korzenie angielskie, irlandzkie, francuskie, holenderskie i mohikańskie. Jego dziadkowie ze strony ojca przybyli do USA z Litwy na początku XX wieku. Kiedy miał dwa lata, jego rodzice przeprowadzili się do Kalifornii. W 1966 roku, gdy miał cztery lata – doszło do separacji rodziców. Wkrótce jego rodzice rozwiedli się. Spędził dzieciństwo w Grand Rapids w Michigan z matką, która pracowała jako sekretarka w firmie prawniczej.
W 1974 roku, jako 12-latek, Kiedis przeprowadził się do Hollywood do swojego ojca, który widywał się z takimi osobistościami jak John Lennon, Alice Cooper, Keith Moon czy David Bowie. Kiedis uczestniczył w imprezach urządzanych przez ojca, upijał się razem z jego znajomymi, palił marihuanę i brał kokainę. W wieku 12 lat po raz pierwszy uprawiał seks z osiemnastoletnią Kimberley, co również zainicjował jego ojciec. Pierwszy raz wziął heroinę jako 14-latek, gdy pomylił ją z kokainą.
W wieku 14 lat pod pseudonimem Cole Dammet zadebiutował na kinowym ekranie w dramacie politycznym Normana Jewisona F.I.S.T. (1976) w roli Kevina Kovaka, syna Johnny’ego Kovaka granego przez Sylvestra Stallone’a.
Mając 15 lat, uczęszczał do Fairfax High School w Los Angeles, gdzie jego najlepszymi przyjaciółmi byli Michael Balzary (Flea), Hillel Slovak i Jack Irons. Razem w 1983 roku założyli zespół rockowy Red Hot Chili Peppers. Kiedis ukończył liceum z wyróżnieniem i dostał się na Uniwersytet Kalifornijski w Los Angeles. Zrezygnował jednak ze studiów ze względu na uzależnienie od kokainy i heroiny.

### Kariera
Anthony Kiedis czerpał inspirację od takich wykonawców jak: Sly Stone, Grandmaster Flash and the Furious Five czy Stevie Wonder. Był pomysłodawcą słynnego występu Red Hotów w skarpetkach (Socks On Cocks) w klubie nocnym o nazwie Kit Kat Club w Hollywood. Polegało to na tym, że czterech członków rockowej grupy dawało koncerty będąc odzianymi jedynie w skarpetki osłaniające genitalia. Czasami występowali także w wymyślnych strojach typu: wielkie żarówki, które wkładali na głowę, bądź czapki, na których płonął ogień.
Przy nagrywaniu drugiej płyty Red Hot Chili Peppers Freaky Styley (1985), koledzy z zespołu oznajmili Kiedisowi, że jeśli nie przestanie brać heroiny, wyrzucą go z grupy. Kiedy wrócił do Michigan, żeby samemu zerwać z nałogiem, zasnął pijany za kierownicą i wjechał w drzewo; miał złamaną czaszkę i problemy z okiem. Po operacji powrócił do nałogu, jednak po tragicznej śmierci jego przyjaciela Hillela Slovaka, gitarzysty Red Hot Chili Peppers, pod koniec lat 80. oficjalnie oświadczył, że całkowicie zerwał z nałogiem.
Hillela zastąpił John Frusciante, z którym Red Hot Chili Peppers nagrali Mother’s Milk (1989), a następnie Blood Sugar Sex Magik (1991) z przebojem „Under the Bridge”. Po nagraniu jednej wspólnej płyty („One hit minute” 1995), Kiedis, znowu uzależniony, pokłócił się z następcą Frusciante, Dave’em Navarro, którego w końcu wyrzucił z zespołu i wraz z Fleą przekonał Frusciante (uzależnienie doprowadziło gitarzystę do skrajnej biedy, śmierci klinicznej, przeszczepu skóry i zębów) do powrotu. Wspólnie wydali Californication (1999) i zagrali na Woodstocku. Kolejne płyty w dyskografii zespołu to By the Way (2002), Stadium Arcadium (2006), I’m with You (2011), The Getaway (2016).
Kiedis zagrał także małe role w filmach, w tym Mniej niż zero (1987), Na fali (1991) jako Tone, Simpsonowie (1993), Pościg (1994) jako Will i Song to Song (2017).
6 października 2004 roku została opublikowana autobiografia Blizna (oryg. Scar Tissue), która została dobrze przyjęta w kręgach fanów zespołu Red Hot Chili Peppers. „Scar Tissue” to również tytuł jednej z piosenek autorstwa Kiedisa.

### Życie prywatne
Był związany z Niną Hagen (1983), Jennifer Bruce (1985-87), Ione Skye (1987-89), Sinéad O’Connor (1990), Carmen Hawk (1991-92), Erin Everly (1992), Jaime Rishar (1993-96), Yohanną Logan (1998-2003), Melanie Chisholm (1998), Demi Moore (2002), Lolą Corwin (2002), Heidi Klum (2002), Celestą Hodge (2004), Jessicą Stam (2005-2006), Laurą Prepon (2008), Laurą Freedman (2008), Beth Jeans Houghton (2011–2012), Heleną Vestegaard (2012-2015), Michelli Provensi (2012) i Wanessą Milhomem (2015). Ze związku z modelką Heather „Nika” Christie (2004, 2006-2008) ma syna Anthony’ego Everly Beara (ur. 2 października 2007 roku w Los Angeles). Pierwszy człon imienia wybrał Kiedis, zainspirowany nazwą jednego z ulubionych zespołów – The Everly Brothers, drugi człon imienia został wybrany przez matkę. Kiedis wspierał też ojca, który do czasu swojej śmierci 12 maja 2021 cierpiał na demencję starczą.

## Publikacje
- Scar Tissue, 2005, Hachette Books, ISBN 978-1-4013-0745-5